# Criação à mão

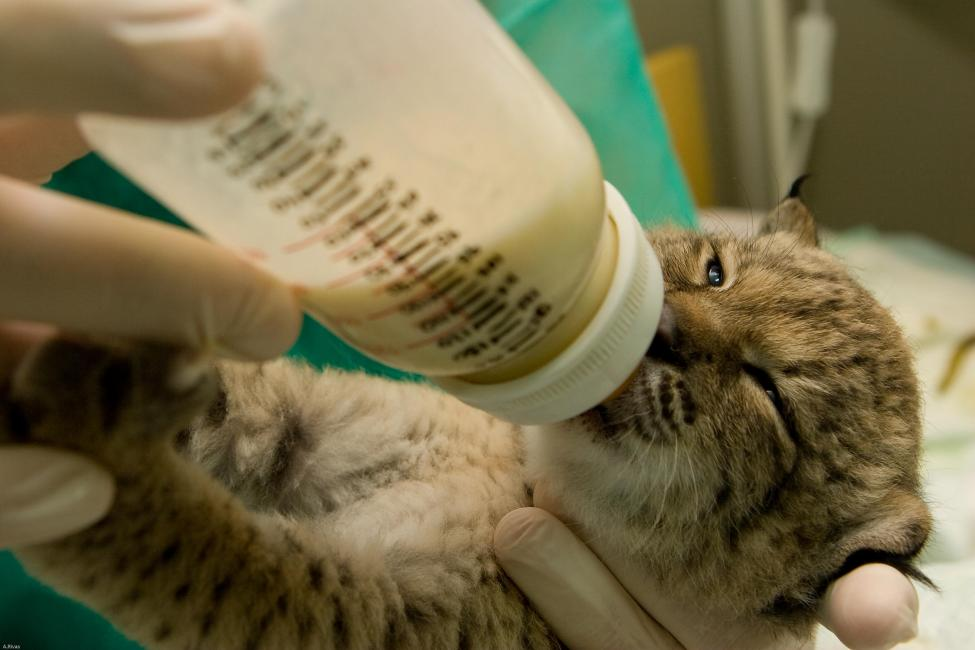
Alimentação com mamadeira de um filhote de lince-ibérico.

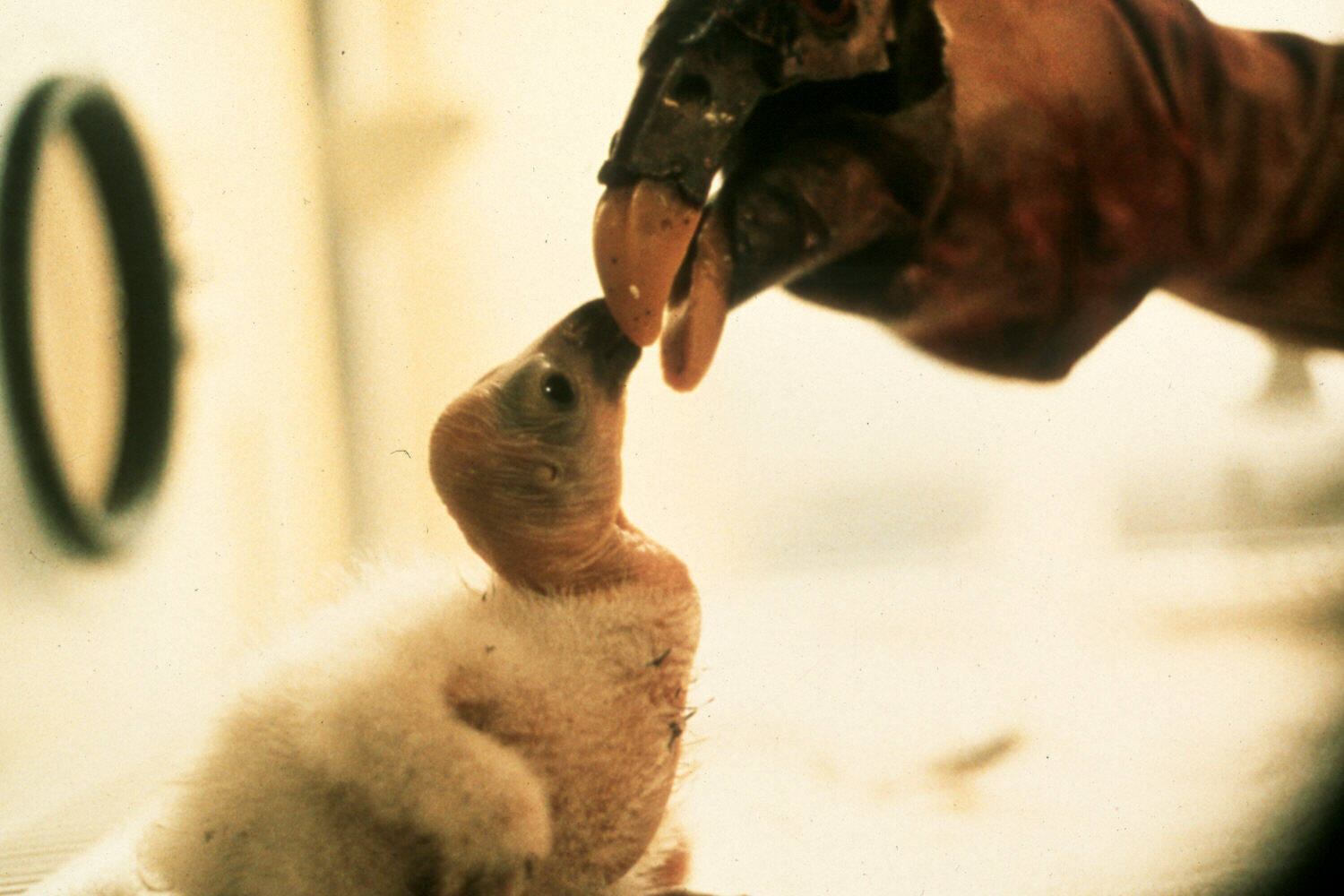
Alimentação com marionetas um filhote de condor-da-califórnia.

A criação à mão ou criação artificial é o procedimento de cuidar e alimentar animais jovens por seres humanos durante uma fase em que normalmente seriam alimentados por seus progenitores.
Para a criação à mão de mamíferos, pode ser utilizado um biberão com leite de uma fêmea da mesma espécie, leite de outra espécie intimamente relacionada ou uma fórmula adequada de leite materno.
No caso das aves, em alguns casos, pode ser necessária a criação com marionetas que imitem a cabeça da mãe com características-chave para estimular a abertura do bico do filhote e a ingestão de alimentos.
A criação à mão pode resultar na habituação ou cunhagem desses animais em relação aos seres humanos, havendo o risco de que os adultos não mostrem um comportamento normal em relação aos membros de sua própria espécie, especialmente em animais criados para reintrodução na natureza. Entre as possíveis dificuldades estão a integração em grupos da mesma espécie, o aprendizado de comportamentos naturais, como busca por alimentos e caça, escolha de parceiro sexual e a criação de suas próprias crias.
No entanto, na pecuária e na criação de animais domésticos, a habituação dos animais aos seres humanos pode ser de grande utilidade.